# Décembre 1992

## Événements
- 9 décembre : début de l'intervention humanitaire (« Restore Hope ») en Somalie.
- 12 décembre : Tsunami à Florès 8° 28′ 48″ S, 121° 53′ 46″ E, avec une vague de 25 m de haut[1].
- 17 décembre : les présidents américain Bush, mexicain Salinas de Gortari et le premier ministre canadien Brian Mulroney signent chacun de leur côté l’Accord de libre-échange nord-américain (ALENA)
- 18 décembre : élections nationales en Corée du Sud.
- 22 décembre : découverte des Archives de la terreur.
- 31 décembre : démantèlement de la Tchécoslovaquie.

## Naissances
- 1er décembre : Quentin Bigot, athlète français.
- 4 décembre : Jin (Kim Seokjin),  chanteur, danseur et parolier sud-coréen (membre du boys band BTS).
- 9 décembre : Ibrahim El Bouni, kick-boxeur néerlando-marocain.
- 15 décembre : Daria Douguine, militante et journaliste russe d'ultra-droite, fille d'Alexandre Douguine († 20 août 2022).
- 18 décembre : Bridgit Mendler, actrice, chanteuse américaine.
- 19 décembre : Iker Muniain, footballeur espagnol
- 21 décembre : Alexander Arnold, acteur anglais.
- 22 décembre : Moonbyul, rappeuse du girl group sud-coréen Mamamoo

## Décès
- 11 décembre : Suzanne Lilar, écrivain belge (° 21 mai 1901).
- 21 décembre :
  - David Hare, peintre et sculpteur surréaliste américain (° 10 mars 1917).
  - Albert King, guitariste,compositeur et chanteur de blues américain (° 25 avril 1923).
  - Nathan Milstein, violoniste américain (° 31 décembre 1903).
- 24 décembre : Peyo, dessinateur et scénariste de bande dessinée belge (° 25 juin 1928).
- 30 décembre : César Domela, peintre et sculpteur néerlandais  (° 15 janvier 1900).